# A Bicyclops Built for Two
«A Bicyclops Built for Two» (укр. «Біцикло́п, зроблений для двох», у назві обіграно слова «bicycle» — велосипед і «cyclop» — циклоп) — дев'ята серія другого сезону анімаційного серіалу «Футурама», що вийшла в ефір у Північній Америці 19 березня 2000 року.
Автор сценарію: Ерік Каплан.
Режисер: С'юзан Діттер.

## Сюжет
Серія відкривається оголошенням професора Фарнсворта про те, що після кількох років намагань він нарешті підключився до Інтернету. Команда вирушає у світ віртуальної реальності, де спочатку відвідує чат, а потім бере участь у рольовій грі «Фабрика Смерті III: Легенда про Фабрику Смерті ІІ». Серед учасників гри Ліла зустрічає єдиного, крім неї, циклопа у відомій частині Всесвіту, але Фрай виводить його з гри, перш ніж вона встигає дізнатися, хто він і звідки.
Команда негайно вирушає на чергове завдання: доставити кукурудзяні баранці на планету Сінеплекс XIV отже Ліла не має часу на пошуки незнайомця. Втім незнайомець швидко зголошується сам: він записав адресу Ліли і надсилає їй відео-повідомлення із запрошенням на свою планету. Ліла не вагаючись скидає вантаж (сподіваючись, що той долетить сам) і вирушає за наданими їй координатами. Ящик стикається з Сонцем і перетворюється на туманність з баранців.
Циклоп називається Алькасаром і повідомляє, що він — єдиний, хто зміг вижити після знищення планети Циклопії. Лілу, за його твердженням, було у віці немовляти відправлено у відкритий космос, після того, як сліпі кроти з планети Субтерра III атакували Циклопію ракетами. Алькасару пощастило врятуватися, оскільки в момент атаки він займався чищенням басейну, витягаючи з нього мертвого єнота. Ліла вважає за свій обов'язок допомогти відбудувати цивілізацію циклопів, що має початися з її одруження з Алькасаром. Подорожуючи планетою, Бендер краде всі цінності, які йому трапляються, а Фрай помічає місцину, яку Алькасар називає «Забороненою Долиною». Спробувавши з'ясувати, чому ця долина є забороненою, Фрай потрапляє за ґрати. Сидячи в буцегарні, він намагається переконати Лілу покинути Алькасара, який після першої ж проведеної з нею ночі швидко змінив тактику чуттєвості й романтичності на чоловічий шовінізм і споживацьку політику. Він поводиться з нею, як із покоївкою, глузує з неї в присутності своїх друзів тощо. Ліла збирається з духом, щоби відмовити йому, але все ж таки приймає його пропозицію одруження, щоби врятувати свою расу.
Тим часом, як підготовка весілля завершується, Бендер і звільнений Фрай вриваються до Забороненої Долини і дізнаються таємницю Алькасара: в долині вони бачать чотири палаци, ідентичні до того, в якому живе Алькасар, — єдина різниця полягає в тому, що їхнє оздоблення представляє культури чотирьох різних цивілізацій. Повернувшись назад за мить до того, як Ліла каже «так», вони приводять із собою сюрприз: чотирьох жінок-інопланетянок у весільному вбранні, кожна з яких, як і Ліла, є останньою представницею свого виду. Алькасар намагається владнати скандал, міняючи свою зовнішність під час розмови з кожною з наречених на вигляд представника її виду. Розлючені жінки б'ють його, і він набуває свого справжнього вигляду: істоти, яка нагадує великого зеленого цвіркуна. Він пояснює, що вдався до цієї афери для того, щоби «переспати з п'ятьма інопланетянками» і змусити їх доглядати п'ять палаців, які належать йому. Призначити всі п'ять весіль на один день довелося через те, що оренда смокінга, який змінює форму, дуже дорого коштує. Всі жінки відмовляються від нього, і Ліла повертається додому разом з друзями. Наприкінці серії Ліла ставить риторичне питання про своє справжнє походження, вдивляючись у глибини космосу, а професор «заспокоює» її, повідомивши, що вона матиме чимало часу подумати над цим, адже їй доведеться працювати багато років, щоби виплатити вартість знищених баранців.

## Визнання
- Колорист Барі Кумар був нагороджений премією «Еммі» за «Видатні особисті досягнення в галузі анімації» .
- Режисер серії С'юзан Діттер була номінована на премію «Енні» у 2000 році за «Видатні особисті досягнення в галузі режисури анімаційного фільму для телебачення», але премію отримав Браян Шизлі, режисер іншої серії «Футурами» «Why Must I Be a Crustacean in Love?» .
- У США ця серія отримала рейтинг «TV-14 D» («не для перегляду дітьми до 14 років через зміст діалогів») — для «Футурами» це був третій випадок.

## Послідовність дії
- У серії «Love's Labours Lost in Space» Ліла каже: «Мені все одно, скільки в чоловіка очей… аби не більше п'яти». В одному зі своїх втілень Алькасар має п'ять очей (як і одна з його наречених).

## Пародії, алюзії, цікаві факти
- Частина серії пародіює комедійний серіал «Одружені … та з дітьми», який також демонструвався каналом FOX і в якому грала Кеті Сагал (озвучує Лілу). Одяг і зачіска Ліли імітує стиль героїні серіалу Пеґґі Банді. Алькасар поводиться як герой серіалу Ал Банді (він навіть просить Лілу звертатися до нього «Ал»). Друзі Алькасара — Свин, Щур і подруга Щура — імітують закадровий сміх, характерний для ситкомів.
- Одна з наречених Алькасара виглядає, як представниця «великої раси Їтх» із оповідання Говарда Лавкрафта «Тінь поза часом».
- Сцена, в якій Бендер протискається між частинами величезного механізму, є алюзією на фільм Чарлі Чапліна «Нові часи».
- Історія зруйнування цивілізації Циклопії та порятунку єдиного її представника — немовляти — шляхом відправлення його в ракеті на Землю пародіює історію походження Супермена.
- Коли команда входить в Інтернет, звучить інтродукція до симфонічної поеми Ріхарда Штрауса «Так казав Заратустра», і Фрай вигукує: «О Боже, тут повно реклами!» (англ. «My God, it's full of ads!»). Музичне оформлення і вигук пародіюють сцену з фільму «Космічна одісея 2001 року» («My God, it's full of stars!»)
- Серед відвідувачів «дуже-дуже брудного чату» присутні автори сценаріїв серіалу Кен Кілер і Ерік Каплан. Один з гравців у «Фабриці Смерті», якого Фрай перемагає, — виконавчий продюсер серіалу Девід Коуен.